# 순수의 노래
송 오브 이노센스 는 미국의 작곡가이자 프로듀서인 데이비드 악셀로드 의 데뷔 앨범이다. 이 앨범은 1968년 10월 캐피틀 레코드를 통해 발매되었다. 당시 대중음악의 실험적 분위기를 반영하고자, 악셀로드는 윌리엄 블레이크의 1789년 그림 시집인 《송 오브 이노센스》를 해석한 모음곡 형식의 교향시로 앨범을 구성했다. 녹음은 로스앤젤레스의 캐피톨 스튜디오 에서 진행되었으며,키보디스트이자 지휘자인 돈 랜디를 비롯해 기타리스트 앨 케이시, 베이시스트 캐럴 케이, 드러머 얼 팔머 등 Wrecking Crew로 불리는 정상급 스튜디오 뮤지션들과 오케스트라가 참여했다.
기악 재즈 퓨전 앨범인 송 오브 이노센스는 클래식, 록, 펑크, 팝, 연극 음악  등의 요소를 결합한 작품이다. 악셀로드는 베이스, 드럼, 현악기를 중심으로 음악을 편곡했고, 팔머가 연주한 템포를 중심으로 한 록 장르의 작곡 기법을 사용했다. 그는 오케스트라 편곡에서 대조적인 기법을 사용해, 블레이크의 시에 나타난 초자연적인 주제를 반영하고자 흥겨운 사이키델릭 R&B 구조에 극적이고 강렬한 편곡을 더했다. 그 결과 탄생한 음악은 경건하면서도 환각적인 색채를 띠며, 시인이 탐구한 순수함과 영성의 주제를 떠올리게 한다는 해석을 받고 있다.
록과 재즈 기법을 접목한 점에서 혁신적이었으나, 《송 오브 이노센스》는 상업적으로는 성공을 거두지 못했고, 야심적이지만 다소 무모한 실험작으로 여겼던 당시 비평가들 사이에서도 혼란을 불러일으켰다. 그러나 1990년대에 들어서면서 이 작품은 재조명되었고, 비평가들은 이를 클래식으로 재평가 했으며, 동시에 힙합 과 일렉트로니카 계의 유명 디제이들이 이 앨범을 재발하며 곡들을 샘플링하기 시작했다.. 특히 앨범의 대표곡인 "Holy Thursday"는 힙합 프로듀서들에 의해 자주 샘플링되었다. 이러한 관심이 다시 높아지면서 Stateside Records에서는 2000년에 송 오브 이노센스를 재발매했다.

## 배경

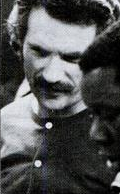
악셀로드 c. 1970

1960년대, 악셀로드는 로스앤젤레스의 캐피틀 레코드 에서 프로듀서이자 A&R 임원으로 활동했다. 이 시기 그는 바로크 클래식 사운드, R&B 리듬, 그리고 영적 주제를 결합한 자신만의 독창적인 음악 세계를 구상하기 시작했다.  그는점점 더 세련된 감각을 갖춘 새로운 음반 소비층의 등장을 주목하며, 1960년대 중반 브라이언 윌슨과 조지 마틴의 스튜디오 실험을 확장하고자 했던 1960년대 후반 로스앤젤레스의 개성 강한 음악가들 중 한 명이었다. 이러한 창의적인 비전의 첫 번째 시도로, 그는 지역의 가라지 록 밴드인 일렉트릭 프룬즈 를 위해 종교적 주제를 담은 사이키델릭 오페라를 작곡했다.  밴드가 녹음을 끝내기에는 너무 어려움을 느끼자, 악셀로드는 Wrecking Crew  의 스튜디오 뮤지션들을 섭외해 앨범을 완성했고, 이 작품은 1968년 F단조 미사곡 이라는 제목으로 발매되었다.  이 녹음은 그에게 논란과 전국적인 명성을 동시에 안겨주었다. 
F단조 미사곡 의 성공 이후, 악셀로드는 캐피톨 레코드로부터 비슷한 스타일의 앨범을 녹음해달라는 요청을 받았다. 그는 당시 대중음악의 실험적 분위기를 더욱 적극적으로 활용하고자 했으며, 영국 시인 윌리엄 블레이크의 작품을 앨범에 각색하기로 결정했다.  블레이크의 시를 음악으로 옮기는 작업은 음악가와 작곡가들 사이에서 특히 인기가 높았다.  1870년대 이후, 수많은 클래식 음악 작곡가들이 그의 시를 음악으로 편곡했으며, 이러한 경향은 20세기에 들어서면서 대중음악, 뮤지컬 그리고 1960년대 포크 음악 분야에서도 이어졌다.  스스로를 "블레이크 광"이라고 표현했던 악셀로드는 10대 후반부터 블레이크의 그림과 시에 깊이 매료되었으며 성인이 된 후에도 그의 작품을 꾸준히 탐독했다.  그는 캐피톨 레코드에서 근무하던 중 블레이크의 시 전집을 구입한 후, F단조 미사곡을 작곡하기 몇년 전 부터 송 오브 이노센스의 구상을 다듬고 있었다. 악셀로드는 동료들과의 교류가 많지 않았고, 특히 음반 제작자나 업계 인사들과도 친분을 쌓지 않았다. 그는 블레이크와 자신을 동일시하며, 시인을 "새로운 친구를 사귀는 데 매우 서툰 인물"로 여겼다. 

"송 오브 이노센스"는 발표 당시 평론가들의 시선을 사로잡으며, 선견지명이 담긴 기묘한 작품으로 여겨졌으나, 오늘날에는 단순히 시대를 초월한 훌륭한 팝 아트 작품으로서, 첫 발매 이후 30여 년이 지난 지금까지도 계속해서 영감을 주고 있다.

## 녹음

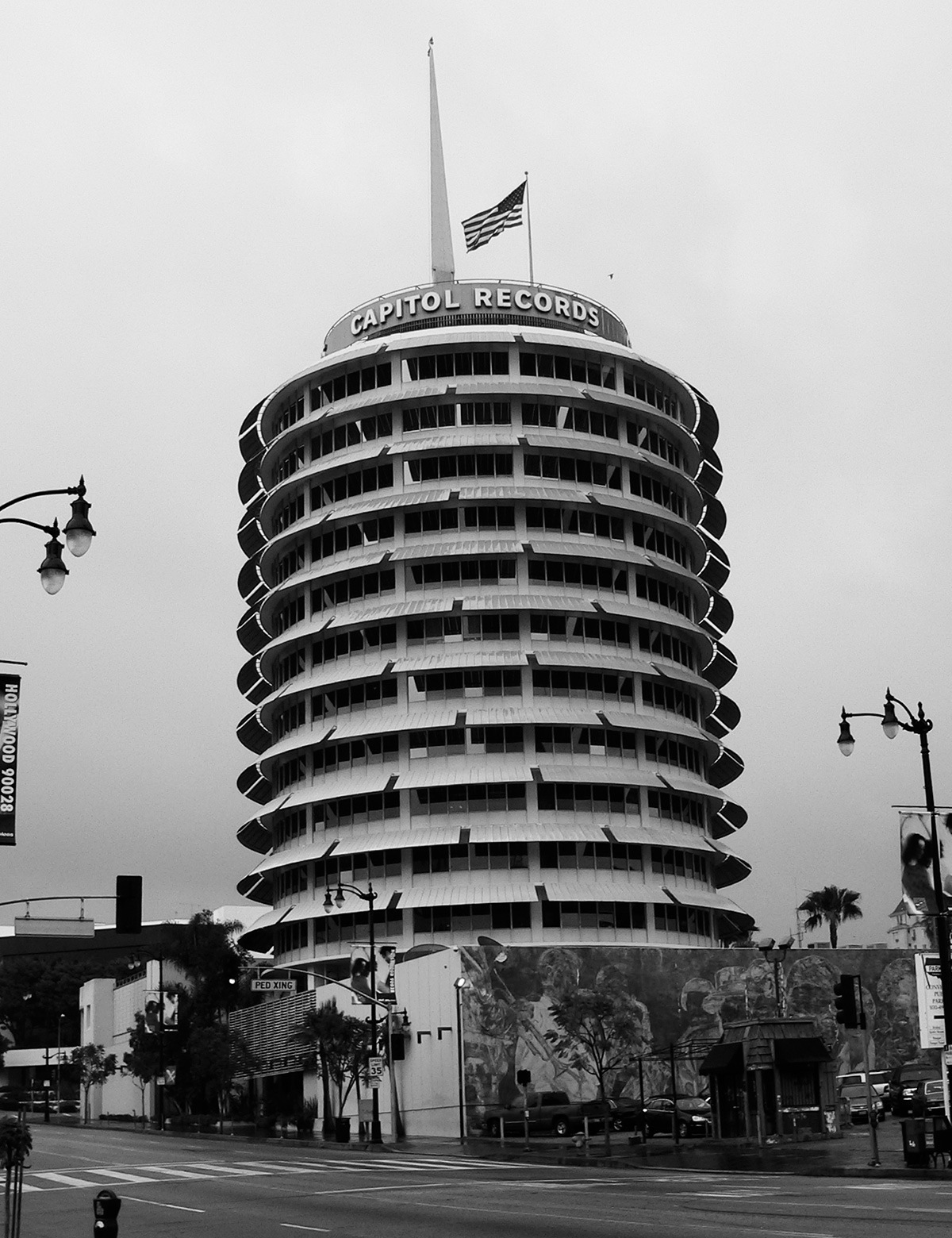
2006년의 캐피틀 레코드 빌딩, 캐피틀 스튜디오가 위치한 곳.

악셀로드는 단 일주일 만에 송 오브 이노센스를 작곡하했으며, 1968년 중반에 녹음을 시작했다. 그는 로스앤젤레스의 키보디스트이자 지휘자인 Don Randi, 기타리스트  Al Casey, 베이시스트 Carol Kaye, 드러머 얼 파머를 포함한, Wrecking Crew의 베테랑 스튜디오 뮤지션들과 함께 Capitol Studios 에서 앨범을 녹음했다. 그는 캐피톨 레코드 소속 아티스트들의 세션을 프로듀싱하면서 이들과 함께 작업한 경험이 있었다. 
악셀로드는 송 오브 이노센스에서 직접 악기를 연주하지 않았다. 대신 그는 오케스트라를 위한 편곡을 맡았으며 33명의 연주자들이 그의 악보에 적힌 차트에 따라 연주하도록 했다. 그는 1950년대 재즈 연주자들로부터 복잡한 음악 차트를 읽고 오케스트레이션 하는 방법을 배웠다.  이번 녹음에서 Randi가 오케스트라를 지휘했으며, 피아노와 오르간을 연주했다.  한편 악셀로드는 동시대 작곡가 이고르 스트라빈스키처럼 녹음 부스에서 세션을 듣는 것을 선호했다. "그렇게 하면 소리가 여기저기 흩어지는 것처럼 들리지 않는다 스튜디오에서는 음악이 너무 작게 느껴진다."고 말했다." "스튜디오에서는 음악이 너무 작게 느껴집니다."  악셀로드는 원래 일부 곡에 대규모 합창단을 포함시키고자 했으나, 적절한 앙상블을 찾을 수 있을지 확신이 서지 않았다. 결국 그는 전곡을 기악곡으로 녹음했으며, 악보의 각 섹션에 블레이크의 작품을 하나씩 반영했다. 

## 작곡과 연주
재즈 퓨전 앨범 송 오브 이노센스는 재즈적 요소에 인상주의적 음악 기법과 하드 록 기타 솔로를 결합한 작품이다. 이 앨범은 펑크, 록, 연극, 팝 스타일까지 아우르는 음악을 담고 있다. 음악 저널리스트들은 이 음반을 재즈 록, 바로크 팝, 사이키델릭 R&B으로 분류했다.  JazzTimes 매거진의 존 머프(John Murph)는 이 음악을 재즈라기보다는 아트 팝으로 보는 것이 더 적절하다고 평했다.  아마도 지금도 다른 어떤 것보다 재즈를 더 많이 듣는 것 같습니다." 한편, 캐피틀에서 일하기 전 비밥 앨범을 제작해온 악셀로드는 이 음악에서 재즈가 핵심적인 역할을 했다고 강조했다. 그는 “수년 동안 내가 한 건 오직 재즈뿐이었어요. 처음 음반 업계에 들어왔을 때는 재즈에 너무 빠져 있어서 엘비스 프레슬리 음악을 들어본 적도 없었죠. 지금도 아마 다른 어떤 음악보다 재즈를 가장 많이 듣고 있을 겁니다”라고 말했다. 
1. 1 2  Bonner 2018.
2. ↑  Anon. 1968b, 4쪽; Anon. 2006, 136쪽.
3. 1 2 3 4  Anon. 1968b.
4. ↑  Anon. 1968b, 4쪽; Anon. 2006, 136쪽.
5. ↑  Fitch 1990.
6. ↑  Fitch 1990, xxi–xxiii쪽; Fitch 1990, xxi–xxii쪽; Fitch 1990, xxv쪽
7. ↑  Murph 2005; Howard 2004, 99쪽; Unterberger 2000
8. ↑  Monson 1968, B5쪽; Unterberger 2000
9. 1 2 3  Murph 2005.
10. ↑  Jurek n.d.
11. ↑  Unterberger 2000; Howard 2004, 99쪽
12. ↑  Anon. 2001; Howard 2004, 99쪽; Bonner 2018.
13. ↑  Anon. 1969, 25쪽; Fitch 1990, 9쪽; Anon. 1968b, 4쪽
14. ↑  Anon. 1969.
15. ↑  Monson 1968.
16. ↑  Howard 2004.
17. ↑  Cotner 2006, 53쪽; Anon. 1968b, 4쪽
18. ↑  Kern n.d.; Sonksen 2012
19. ↑  Sonksen 2012.

악셀로드는 윌리엄 블레이크의 1789년 그림 시집 송 오브 이노센스를 바탕으로 이 앨범을 하나의 교향시 모음곡으로 작곡했다.  그의 곡들은 블레이크의 시에서 제목을 차용했으며, 해당 시들은 환상, 종교적 불의, 통과 의례, 그리고 인간이 태어나 순수할 때의 삶의 경험 같은 주제를 다루고 있다. 볼티모어 선(Baltimore Sun)의 메리 캠벨(Mary Campbell)은 이 앨범이 클래식과 기독교 교회 음악의 요소를 담고 있어 “마치 성경 이야기를 묘사하는 듯한 경건함”을 자아낸다고 평했다.  Les Inrockuptibles는 이 작품을 블레이크에게 헌정된 “정신적 - 전례적(psyche-liturgical)” 음악이라 표현했다.  올뮤직의 톰 주렉(Thom Jurek)에 따르면, 사이키델릭은 이 음반의 음악적 형식과 정서에 자연스럽게 스며들어 있으며, 그 결과 악셀로드는 “청춘의 거침과 어리석음을 축제와 활기로 기념하게 되었다”고 설명했다. 

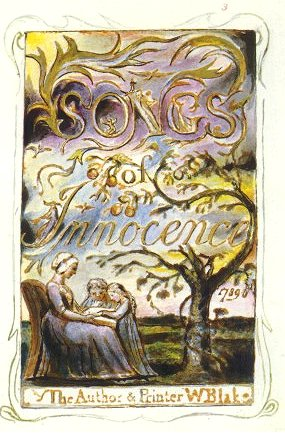
윌리엄 블레이크의 ' 순수의 노래' 타이틀 플레이트

이 앨범의 음악은 록 양식으로 작곡되었으며, 베이스, 드럼, 현악기를 중심으로 편곡되었다.  작곡가로서 악셀로드는 오케스트라 작곡에서 전통적인 유니슨(동일선율) 방식에서 벗어나, 대비를 강조하는 방향으로 접근했다. 악셀로드는 자신의 연주 앙상블을 마치 록 오케스트라처럼 활용해, 멜로드라마틱한 현악기 선율과 강렬하며 에코가 가득한 브레이크비트를 들려주었다. 여기에 전자 피아노, 복잡한 베이스라인, 에코플렉스 효과, 그리고 블레이크의 시에 담긴 초자연적 주제를 반영한 서스펜스적 요소들이 음악을 더욱 풍성하게 만들었다. 평론가 David N. Howard는 이 앨범이 “행복감 넘치는” 명랑한 사이키델릭 R&B 형식 속에 “극적으로 희소하고” “소름 끼치도록 처절한” 편곡이 교차하며 전개된다고 평했다. 
악셀로드와 그의 연주자들은 송 오브 이노센스 전반에 걸쳐 핵심적인 음악 구절들을 반복·확장하며 사용했다.  그는 리게티 죄르지의 1961년 작품 Atmosphères와, 지속적인 화음으로 곡을 시작한 뒤 100마디에 걸쳐 연주자들이 즉흥 연주를 펼치고 마지막에는 또 다른 화음으로 마무리하는 루카스 포스의 작곡 아이디어에 관심을 가졌다.  “Urizen”은 긴 지속 화음, 음향 효과, 리버브가 걸린 기타 스트로크, 그리고 유연한 베이스라인으로 시작된다. “성 목요일”에서는 리듬 섹션이 느린 재즈풍 그루브와 블루스한 밥 스타일의 피아노 라인을 연주하고, 대규모 현악 섹션이 빅 밴드 뱀프를 더한다. 그들의 스윙 스타일에 반응하듯, 금관악기와 기타는 복잡한 멜로디를 중심으로 극적이고 고음의 오버톤을 연주한다.  앨범 중반부에는 보다 전통적인 재즈 구절과 함께 사이키델릭한 하프시코드가 등장하며 분위기를 전환한다.   “The Smile”은 리드미컬한 드럼 비트, 비트에서 벗어난 베이스, 그리고 진보적인 현악 파트로 구성되어 녹음되었다.  앨범의 후반부로 갈수록 음악은 점점 사이키델릭한 분위기로 전환되며, 거칠고 으스스한 기타와 혼란스러운 오르간 리프가 어우러진다.  “The Mental Traveler”에 대해 악셀로드는 무조성을 실험해보려 했으나 “겁이 나서 포기했다”고 고백했다. 

## 발매 및 반응
송 오브 이노센스는 1968년 10월 캐피톨 레코드에서 발매되었으며, 비평가들로부터 큰 관심을 받았다. 1969년 Gramophone에 글을 쓴 나이젤 헌터(Nigel Hunter)는 이 곡들이 “몰입감 있고 깊이 있는” 작품이라 평했지만, 전기 기타 연주 부분에 대해서는 불만을 드러냈다.  같은 잡지에서 알래스데어 클레어(Alasdair Clayre)는 “간헐적으로 들리는 기타의 우걱우걱 소리”가 과연 액셀로드의 진정한 음악적 의도를 반영한 것인지, 아니면 단지 현대적인 사운드에 대한 의무적인 타협인지 의문을 제기했다. 그럼에도 그는 송 오브 이노센스를 설득력 있는 앨범으로 평가했다. 그의 관점에서 볼 때, 프로듀서인 악셀로드가 블레이크로부터 받은 인상은 “대중음악의 범위를 넘어 주목할 만한 상상력과 기량”을 드러내며, 대규모 오케스트라를 위한 혁신적인 작품을 작곡할 수 있는 역량을 입증했다. 클레어는 이 앨범에 참여한 연주자들이 캘리포니아 최고의 스튜디오 뮤지션들이라고 평가했다.  빌보드 매거진은 이 앨범을 “음악과 철학이 어우러진 미적 혼합물… 신비주의, 창의성, 변화로 가득 차 있다”고 평하며, 액셀로드의 목가적인 음악 차트에 영향을 미칠 만큼 충분히 흥미로운 작품이라고 보았다. 
다른 이들은 이 앨범에 대해 훨씬 더 비판적이었다.  《스테레오 리뷰》의 평론가 폴 크레쉬는 이 음반을 허세 가득하고, 부적절하며, 영화 음악에서 흔히 쓰이는 속임수나 강요된 클라이맥스, 화려하지만 시대에 뒤떨어진 오케스트레이션에 의존한다고 혹평했다. 그는 이 작품이 악셀로드가 추구했던 개념에 크게 미치지 못한다고 말하며, _“이 삐걱거리는 음악적 생쥐들을 둘러싼 신비로운 허튼소리의 산에 속을 사람은 오직 가장 무지한 이들 뿐”이라고 비판했다.  또한, 《Entertainment World》의 Nat Freedland는 악셀로드가 “아무런 성과 없이 자기 만족에 빠졌다”고 평가하며 혹독한 비판을 더했다. 
《송 오브 이노센스》는 타이틀곡과 "Holy Thursday" 등의 곡을 통해 AM과 FM 라디오 방송에서 전파를 탔으며, 특히 "Holy Thursday"는 앨범을 대표하는 가장 유명한 곡으로 자리 잡았다. 그러나 이 앨범은 상업적으로 큰 성공을 거두지 못했고, 1969년 10월까지의 판매량은 75,000장에 그쳤다.

## 유산과 영향력
《송 오브 이노센스》는 1960년대 후반, 록 음악이 다양한 방향으로 발전하던 시기에 비틀즈의 1967년 앨범 Sgt. Pepper's Lonely Hearts Club Ban의 영향 아래 제작된 수많은 콘셉트 앨범 중 하나였다.  이 앨범은 록과 재즈 기법을 독창적으로 결합한 점에서 매우 혁신적인 시도로 평가된다.  음악 저널리스트 Zaid Mudhaffer에 따르면, "재즈 퓨전(jazz fusion)"이라는 용어가 이 앨범의 리뷰에서 처음 사용되었다고 한다.  악셀로드는 1969년, 블레이크의 시에서 다시 영감을 받아 후속 앨범 Songs of Experience를 발표했다. 이 앨범은  Gunther Schuller의 ‘서드 스트림(Third Stream)’ 개념을 기반으로, 바로크풍 오케스트레이션과 록, 팝, R&B의 리듬과 멜로디를 융합한 작품이었다.  두 앨범은 악셀로드를 예측할 수 없고 도전적인 콘셉트 아티스트로 자리매김하게 만들었다.  그가 윌리엄 블레이크의 시를 재즈로 해석한 시도는 최초였으며, 이후 1971년에는 라팔 아우구스틴의 Niewinność와, 작곡가 마이크 웨스트브룩 및 시인 에이드리언 미첼이 함께한 뮤지컬 Tyger: A Celebration of William Blake가 뒤를 이었다. 웨스트브룩은 이후에도 The Westbrook Blake: "Bright as Fire" (1980) 등 블레이크에서 영감을 받은 작품들을 지속적으로 작곡해 나갔다.
1990년대 후반, 악셀로드의 음반들은 비평가들에 의해 재조명되었고, 그중에서도 Song of Innocence는 고전으로 평가되며 혁신적인 작품으로 여겨졌다. Mojo는 이 앨범을 “악셀로드 유산의 핵심”이라 평가했으며, NME의 John Mulvey는 “하늘을 찌를 듯이 높고 신성한” 작품이라며, 악셀로드가 “자신의 허세를 뛰어넘을 만큼” 다재다능하다고 언급했다. AllMusic의 John Bush는 이 앨범이 “동시대의 그 어떤 작품과도 다르게 들린다”고 평했고, Thom Jurek은 이 음악이 “냉소주의나 잘난 체하는 태도 없이 구성돼 있어 들을 때마다 새롭게 느껴진다”고 주장했다. Jurek은 회고적 리뷰에서 별점 4.5점을 부여하며, 이 앨범이 1968년 당시에도 혁신적이었고, 그것에 영감을 주었다고 알려진 비틀즈의 Sgt. Pepper’s Lonely Hearts Club Band보다 오히려 시간의 흐름 속에서 더 잘 견뎌냈다고 평가했다.  Tiny Mix Tapes는 이 앨범에 만점인 5점을 주며, “매혹적이고 웅장하며 다양하게 들린다”고 평했고, 이를 “가장 역동적인 음악적 퓨전 중 하나이자, 지난 수십 년 동안 가장 독특하고 사고를 자극하는 음악적 시도 중 하나”로 꼽았다. 

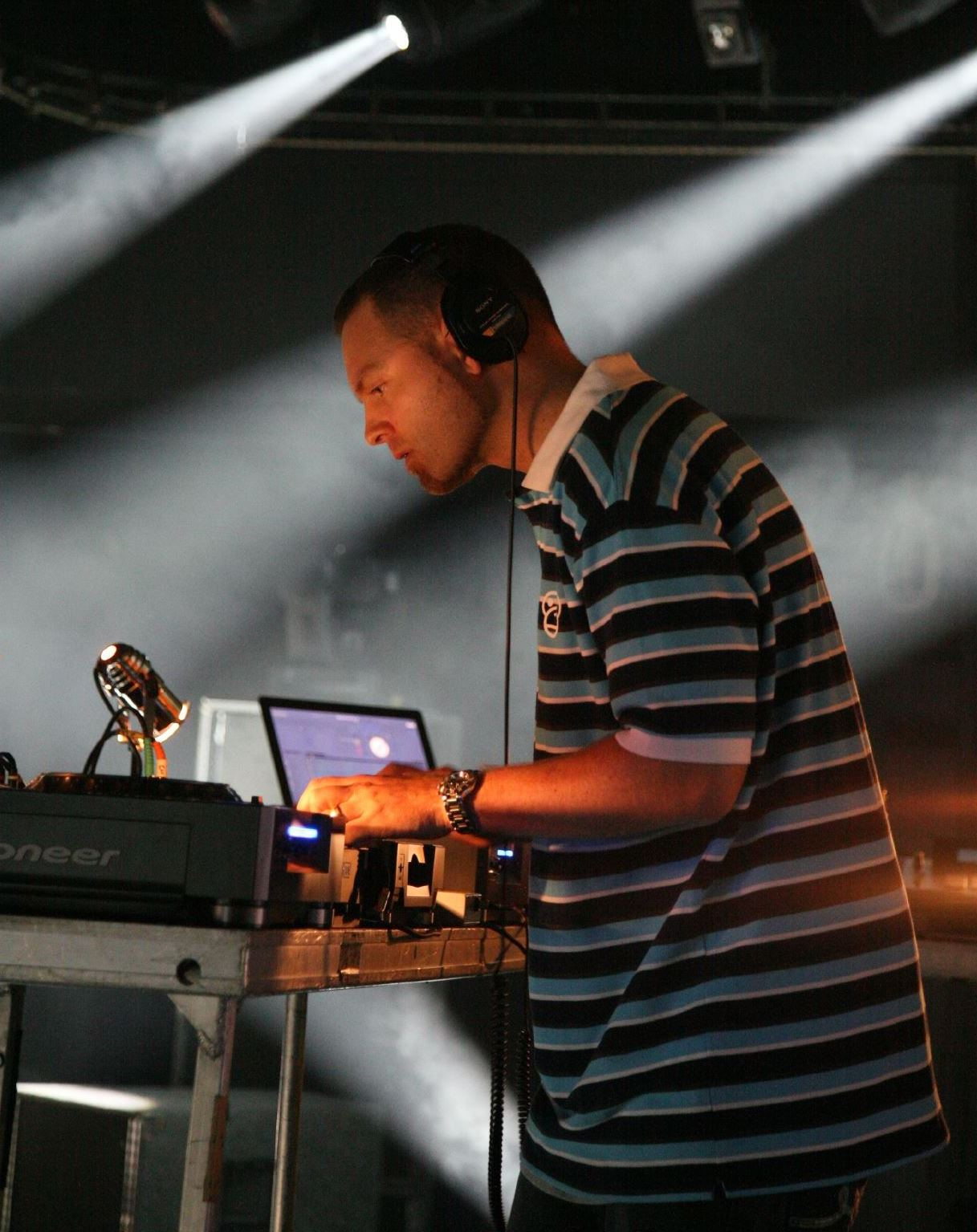
Song of Innocence는 1990년대에 재발견된 이후 다양한 음반 프로듀서에 의해 샘플링되었는데, 그중에는 DJ 섀도 (2006)도 있다.

악셀로드의 음악은 1990년대에 힙합 프로듀서를 포함한 주요 디제이들에 의해 재발견되어 샘플링되었다.  힙합 샘플링이 전성기를 맞이한 1990년대 초반과 중반, 프로듀서들은 분위기 있는 비트와 현악 사운드를 가진 보관 음반들을 찾아 나섰다. 로스앤젤레스에 거주하는 디스크자키 B+는 컬버 시티의 Goodwill 에서 Song of Innocence 의 사본을 발견했을 때 불협화음적인 품질, 음악적 역동성, 현악 사운드 때문에 매력적이라고 말했다. "이 웅장한 사운드. 마치 [Axelrod]가 미래를 소환하는 것 같았고, 이 환경, 이 순간을 미래로 투사할 수 있는 것 같았습니다."  디제이 캠 과 DJ 섀도와 같은 로스앤젤레스 기반의 디제이 B+는 컬버 시티의 굿윌 매장에서 Song of Innocence의 음반을 발견했고, 이 곡이 불협화음적인 성격, 음악적 역동성, 그리고 풍부한 현악 사운드 덕분에 인상 깊었다고 회상하였다. 그는 “이 웅장한 사운드. 마치 악셀로드가 미래를 소환하는 것 같았고, 이 환경, 이 순간을 미래로 투사할 수 있는 것 같았다”고 말했다.  DJ 섀도는 그의 영향력 있는 데뷔 앨범 Endtroducing..... (1996)에서 이 음반의 합창 테마와 피아노 모티브를 활용하였다.  "The Smile"은 Pete Rock이 1998년 곡 “Strange Fruit”에서, 디제이 프리미어는 로이스 다 5'9"의 2009년 곡 “Shake This”에서 각각 샘플링하였다. "The Smile"은 Pete Rock이 1998년 곡 “Strange Fruit”에서, 디제이 프리미어는 로이스 다 5'9"의 2009년 곡 “Shake This”에서 각각 샘플링하였다. 또한 "성 목요일"은 다수의 프로듀서들에 의해 샘플링되었는데, 대표적으로 The Beatnuts는 1994년 “Hit Me with That”에서, UNKLE은 1998년 “Rabbit in Your Headlights”에서, 그리고 스위즈 비츠는 릴 웨인의 2008년 곡 “Dr. Carter”에서 활용하였다.
악셀로드의 작품에 대한 관심이 다시 높아지면서 Stateside Records는 2000년에 Song of Innocence를 재발매하게 되었다.  재발매 음반을 리뷰한 Now는 이 노래들이 1960년대에는 다소 이상하게 들렸지만, 이제는 “샘플러의 꿈이 현실이 된 것”이라고 평가하였다.  데이비드 키넌은 악셀로드의 샘플링 유산이 “원조의 멋진 드러머”였던 팔머 덕분이라고 언급하였다. 그는 와이어 (잡지)에 기고한 글에서 이 곡들이 “오래된 향과 파출리 향이 나는 자아실현의 냄새가 날 수는 있지만, 그 구식스러움 속에서 어떻게든 매우 현대적으로 들린다”고 익살스럽게 평하였다.  피치포크 (웹사이트)의 기자 Sean Fennessey는 Axelrod의 초기 두 앨범이 “90년대 초반 힙합을 안내하는 가이드로서라도 필수적인 작품”이며, “수년간 랩 프로듀서들의 진정한 즐거움”이었다고 말했다.  2013년, 컴플렉스 네트웍스가 발표한 목록에서 DJ이자 프로덕션 듀오인 Kon과 Amir는 “Holy Thursday”를 역대 최고의 힙합 샘플로 선정하였다.  2017년에는 Pitchfork가 이 앨범을 “1960년대 최고의 앨범 200장” 중 144위로 선정하였으며, 부속된 에세이에서 Louis Pattison은 힙합 크레이트 디거들이 악셀로드의 리드미컬한 작곡 속에서 “신성하고 아름다운 비전”을 발견했다고 언급하였다. 
2018년, Song of Innocence는 Now-Again Records를 통해 다시 한 번 재발매되었다. 이번 재발매에는 랜디, H.B. 바넘, 그리고 Axelrod의 아내 테리의 참여로 새롭게 리마스터된 음원이 수록되었고, Now-Again의 CEO인 이오덴 알라팻이 작성한 슬리브 노트도 함께 포함되었다.
알라팻의 노트에 따르면, Axelrod는 그에게 마일스 데이비스가 Bitches Brew(1970)를 구상하기 전에 Song of Innocence를 먼저 연주한 적이 있다고 말한 바 있다고 한다. 

## 수록곡 목록
모든 곡은 데이비드 악셀로드가 작곡, 편곡, 프로듀싱하였다.
| #  | 제목              | 재생 시간 |
| -- | ----------------- | --------- |
| 1. | 〈Urizen〉        | 3:56      |
| 2. | 〈Holy Thursday〉 | 5:30      |
| 3. | 〈The Smile〉     | 3:25      |
| 4. | 〈A Dream〉       | 2:26      |

| #  | 제목                    | 재생 시간 |
| -- | ----------------------- | --------- |
| 1. | 〈Song of Innocence〉   | 4:32      |
| 2. | 〈Merlin's Prophecy〉   | 2:43      |
| 3. | 〈The Mental Traveler〉 | 4:03      |

## 참여 인원
참여자 정보는 앨범 라이너 노트를 기반으로 정리되었다.
- David Axelrod – 편곡, 프로듀서, 보컬
- Benjamin Barrett – 연주자
- Arnold Belnick – 연주자
- Harry Bluestone – 바이올린
- Bobby Bruce – 연주자
- Al Casey – 기타
- Gary Coleman – 백그라운드 보컬
- Douglas Davis – 연주자
- Alvin Dinkin – 연주자
- Gene Estes – 퍼커션
- Anne Goodman – 연주자
- Freddie Hill – 트럼펫
- Bill Hinshaw – 연주자
- Harry Hyams – 연주자
- Carol Kaye – 베이스
- Raphael Kramer – 연주자
- Richard Leith – 트롬본
- Arthur Maebe – 호른
- Leonard Malarsky – 연주자
- Lew McCreary – 호른
- Ollie Mitchell – 트럼펫
- Gareth Nuttycombe – 연주자
- Rob Owen – 재발매 코디네이션 (2000)
- Earl Palmer – 드럼
- Joe Polito – 엔지니어
- Don Randi – 지휘자, 오르간, 피아노
- The Red Room – 아트워크 재작업  (2000)
- Nigel Reeve – 재발매 코디네이션 (2000)
- Allen Di Rienzo – 연주자
- Howard Roberts  – 기타
- Vincent DeRosa – 호른
- Nathan Ross – 연주자
- Henry Roth – 연주자
- Myron Sandler – 연주자
- Harold Schneier – 연주자
- Sid Sharp – 연주자
- Jack Shulman – 연주자
- Henry Sigismonti – 관악기
- Marshall Sosson – 연주자
- Tony Terran – 연주자
- Pete Wyant – 연주자
- Tibor Zelig – 연주자

## 발매 이력
| 지역 | 날짜        | 상표                   | 체재               | 목록     |
| ---- | ----------- | ---------------------- | ------------------ | -------- |
| 미국 | 1968년 10월 | 캐피톨 레코드          | 스테레오 LP        | ST-2982  |
| 영국 | 1968        | 캐피톨 레코드          | 스테레오 LP        | ST-2982  |
| 미국 | 1975        | 캐피톨 레코드          | 스테레오 LP 재발매 | ST-11362 |
| 영국 | 2000        | Stateside Records, EMI | CD 재발매          | 5 21588  |

## 또다른 참조
- Songs of Innocence and Experience (Allen Ginsberg album)
- William Blake in popular culture

## 참고 문헌
1. 1 2 3  Kresh 1969.
2. ↑  Howey & Reimer 2006, 532쪽; Anon. 2006, 136쪽; Sonksen 2012
3. ↑  Campbell 1968.
4. ↑  Conte 2000.
5. 1 2 3 4  Jurek n.d.
6. ↑  Campbell 1968, B4쪽; Anon. 1979, 68쪽
7. ↑  Jurek n.d.; Bush n.d..
8. ↑  Cotner 2006, 53쪽; Sonksen 2012.
9. 1 2  Howard 2004.
10. 1 2 3 4  Kern n.d.
11. 1 2  Monson 1968.
12. ↑  Kresh 1969, 115쪽; Kern n.d.
13. ↑  Schwann 1970, 229쪽; Jurek n.d..
14. ↑  Hunter 1969.
15. ↑  Clayre 1969.
16. ↑  Anon. 1968a.
17. 1 2  Pattison 2017.
18. ↑  Freedland 1969.
19. ↑  Anon. 1968b, 4쪽; Jurek n.d.
20. ↑  Howard 2004, 99쪽; Anon. 1969, 25쪽
21. ↑  Lewis 1972.
22. ↑  Tiegel 1971.
23. ↑  Mudhaffer 2014.
24. ↑  Murph 2005.
25. ↑  Fitch 1990, xxv쪽; Fitch 1990, 8쪽; Fitch 1990, 241–242쪽
26. ↑  Unterberger n.d.; Wolfson 2004
27. ↑  Mulvey 2000; Anon. 2006, 136쪽.
28. ↑  Jurek n.d.; Bush n.d..
29. 1 2 3  Keenan 2000.
30. ↑  George 2007.
31. ↑  Anon. 2007.
32. ↑  Fennessey 2005; Mudhaffer 2014
33. ↑  Goh 2006; Anon. 2013; Fennessey 2005; Benbow 2008
34. ↑  Anon. 2009.
35. ↑  Anon. 1999.
36. ↑  Fennessey 2005.
37. ↑  Anon. 2013.
38. ↑  Bonner 2018.
39. 1 2  Anon. 2000b.
40. ↑  Schwann 1970.
41. ↑  Anon. n.d.
42. ↑  Fitch 1990.

- Anon. (1968년 9월 28일). “Album Reviews”. 《Billboard》. 80권 39호 (Cincinnati). 30쪽. 2012년 11월 20일에 확인함 – Google Books 경유.
- Anon. (1968년 9월 28일). “Axelrod: Hunter of New Sounds”. 《Billboard》. 80권 39호 (Los Angeles). 2012년 11월 20일에 확인함 – Google Books 경유.
- Anon. (1969년 10월 3일). “Al DeLory & David Axelrod”. 《Entertainment World》 (Hollywood) 1 (1).
- Anon. (1979년 1월 20일). “Talent in Action – Freddie Hubbard, Joe Sample, Joe Farrell, David Axelrod”. 《Billboard》. 91권 3호 (Los Angeles). 68쪽. 2012년 11월 20일에 확인함 – Google Books 경유.
- Anon. (1999년 12월 28일). “Top 10 Reissues”. 《Now》 20 (17) (Toronto). 2014년 5월 2일에 원본 문서에서 보존된 문서. 2012년 11월 20일에 확인함.
- Anon. (2000). 《Song of Innocence》 (CD reissue booklet). David Axelrod. London: Stateside Records. 7243 5 21588 2 9.
- Anon. (2001). “David Axelrod”. 《The Fader》 (New York) (7). 2015년 1월 7일에 원본 문서에서 보존된 문서. 2012년 11월 20일에 확인함.
- Anon. (January 2006). “Reissues”. 《Mojo》 (London) (146).
- Anon. (2007). 〈DJ Shadow〉.   Irvin, Jim; McLear, Colin. 《The Mojo Collection》 4판. Canongate Books. ISBN 978-1-84767-643-6.
- Anon. (2009). “David Axelrod's 'Live at the Royal Festival Hall' on vinyl”. 《Fact》 (London) (March 5). 2013년 4월 9일에 원본 문서에서 보존된 문서. 2012년 11월 20일에 확인함.
- Anon. (2013). “1. David Axelrod "Holy Thursday" (1968) — Kon + Amir Present: The 50 Greatest Hip-Hop Samples of All Time”. 《Complex》 (New York) (May 17). 2013년 6월 24일에 원본 문서에서 보존된 문서. 2012년 11월 20일에 확인함.
- Anon. (n.d.). “Rare Record Price Guide”. Metropolis International. 2012년 11월 20일에 확인함. (구독 필요)
- Benbow, Julian (2008). “On 'Carter III,' Lil' Wayne perfects the art of the brag”. 《Boston Globe》 (June 9). 2014년 5월 2일에 원본 문서에서 보존된 문서. 2012년 11월 20일에 확인함.
- Bonner, Michael (2018년 8월 23일). “David Axelrod – Song Of Innocence”. 《Uncut》. 2018년 10월 5일에 확인함.
- Bush, John (n.d.). “David Axelrod – Music Biography, Credits and Discography”. 《AllMusic》. 2013년 2월 11일에 원본 문서에서 보존된 문서. 2012년 11월 20일에 확인함.
- Campbell, Mary (1968년 10월 21일). “Rock Influence”. 《The Baltimore Sun》. 2013년 4월 11일에 원본 문서에서 보존된 문서. 2012년 11월 20일에 확인함. (구독 필요)
- Weiner, Johan; Sylvester, Nick; Eells, Josh; Christgau, Robert (2008년 6월 11일). “The Great Lil Wayne Debate: Is Tha Carter III a Classic?”. 《Blender》 (New York). 2012년 10월 26일에 원본 문서에서 보존된 문서. 2012년 11월 20일에 확인함.
- Clayre, Alasdair (April 1969). “Keeping Track: A Cross Section of Recent Popular LPs, EPs and Singles”. 《Gramophone》 (London) 46.
- Conte, Christophe (2000). “David Axelrod”. 《Les Inrockuptibles》 (프랑스어) (Paris) (November 30).
- Cotner, David (2006). “David Cotner scopes out 7" records, 3" CDs and other odds & ends”. 《Signal to Noise》 (Burlington) (41).
- Fennessey, Sean (2005년 9월 15일). “David Axelrod: The Edge: David Axelrod At Capitol 1966–1970”. 《Pitchfork》. 2013년 6월 2일에 원본 문서에서 보존된 문서. 2012년 11월 20일에 확인함.
- Fitch, Donald (1990). 《Blake Set to Music: A Bibliography of Musical Settings of the Poems and Prose of William Blake》. University of California Press. ISBN 0520097343.
- Freedland, Nat (1969년 10월 3일). “Music–Recording”. 《Entertainment World》 (Hollywood) 1 (1).
- George, Lynell (2007). “Replay”. 《Los Angeles Times》 (June 3). 2014년 4월 8일에 원본 문서에서 보존된 문서. 2012년 11월 20일에 확인함.
- Goh, Daryl (2006). “David Axelrod's The Edge of Music: An Exploration of 50 Years in Music”. 《The Star》 (February 27) (Malaysia). 2014년 5월 2일에 원본 문서에서 보존된 문서. 2012년 11월 20일에 확인함.
- Howard, David N. (2004). 《Sonic Alchemy: Visionary Music Producers and Their Maverick Recordings》. Hal Leonard Corporation. ISBN 0634055607.
- Howey, Ann F.; Stephen Ray, Reimer (2006). 《A Bibliography of Modern Arthuriana (1500–2000)》. Boydell & Brewer. ISBN 1843840685.
- Hunter, Nigel (1969). “The Critics' Choice—1969”. 《Gramophone》 (London) 47 (December): 928.
- Jurek, Thom (n.d.). “Song of Innocence – David Axelrod : Songs, Reviews, Credits, Awards”. 《AllMusic》. 2013년 3월 13일에 원본 문서에서 보존된 문서. 2012년 11월 20일에 확인함.
- Keenan, David (2000). “Boomerang – New reissues: rated on the rebound”. 《The Wire》 (London) (197–202): 54.
- Kern (n.d.). “David Axelrod – Songs of Innocence”. Tiny Mix Tapes. 2012년 8월 13일에 원본 문서에서 보존된 문서. 2012년 11월 20일에 확인함.
- Kresh, Paul (March 1969). “Stereo Tape”. 《Stereo Review》 (New York) 22 (3): 115.
- Lewis, Roger (1972). 《Outlaws of America: The Underground Press and Its Context》. Penguin Books. ISBN 0140215867.
- Monson, Karen (1968). “His Own Things”. 《Los Angeles Times》 (December 31). 2013년 4월 11일에 원본 문서에서 보존된 문서. 2012년 11월 20일에 확인함. (구독 필요)
- Mudhaffer, Zaid (2014년 1월 20일). “Heavy Axe: A Guide to David Axelrod”. Red Bull Music Academy. 2014년 2월 23일에 원본 문서에서 보존된 문서. 2014년 6월 23일에 확인함.
- Mulvey, John (2000). “David Axelrod – Songs of Innocence/ Songs of Experience”. 《NME》 (London) (May 17). August 23, 2000에 원본 문서에서 보존된 문서. July 15, 2018에 확인함.
- Murph, John (2005). “Autumn Chill: 41 of the Season's Best Albums, Part II”. 《JazzTimes》 (Quincy) (November). 2012년 2월 17일에 원본 문서에서 보존된 문서. 2012년 11월 20일에 확인함.
- Pattison, Louis (2017년 8월 22일). “The 200 Best Albums of the 1960s: 144) David Axelrod - Song of Innocence (1968)”. 《Pitchfork》. 2020년 2월 24일에 확인함.
- Schwann, William (1970). “Long Playing Record Catalog”. 《Schwann Monthly Guide to Stereo Records》 (Cambridge) 22 (1–3).
- Sonksen, Mike (2012년 6월 15일). “LA Letters > Songs of Innocence and Experience: The Tone Poems of David Axelrod and William Blake”. KCET. 2013년 3월 26일에 원본 문서에서 보존된 문서. 2012년 11월 20일에 확인함.
- Tiegel, Eliot (1971년 7월 17일). “Axelrod: Trend to Blend Sounds”. 《Billboard》. 83권 29호 (Los Angeles). 2012년 11월 20일에 확인함 – Google Books 경유.
- Unterberger, Richie (2000). 《David Axelrod's Rock Interpretation of Handel's Messiah》 (LP reissue liner notes). David Axelrod. New York: RCA Records. LSP-4636.
- Unterberger, Richie (n.d.). “Heavy Axe – David Axelrod”. 《AllMusic》. 2013년 5월 8일에 원본 문서에서 보존된 문서. 2012년 11월 20일에 확인함.
- Wolfson, Richard (2004년 3월 16일). “The alchemist of crossover”. 《The Daily Telegraph》 (London). 2014년 5월 3일에 원본 문서에서 보존된 문서. 2012년 11월 20일에 확인함.

## 추가 읽을거리
- Smith, RJ (March 2001). “Groovy Again”. 《Los Angeles Magazine》 – Google Books 경유.